# 우리들의 타무라
《우리들의 타무라》(일본어: わたしたちの田村くん 와타시타치노 타무라쿤[*])은 타케미야 유유코의 라이트 노벨이다. 2004년부터 2005년에 걸쳐 《전격hp SPECIAL》와 《전격hp》에 연재되며, 2005년에 전격문고에서 2권의 문고본로 간행되었다. 삽화는 야스가 맡았다. 라이트 노벨 이외에도 구라후지 사치가 작화의 만화화와 라디오 드라마화가 되었다.